# Râul Zănoaga, Sadu
Râul Zănoaga este un curs de apă, afluent al râului Sadu. 